# Santuario della Madonna in Campagna (Dairago)
Il santuario della Madonna in Campagna è una chiesa del comune di Dairago, nella città metropolitana di Milano, risalente al XVI secolo.

## Storia
La chiesa fu realizzata nel 1522 per volere di Bernardino Casati, uomo di grande importanza per il borgo nella prima metà del XVI secolo: tale data è ancora oggi presente sul muro esterno dell'abside. Subito dopo la costruzione dell'edificio, al suo interno venne collocato un affresco raffigurante la Madonna del Latte, staccato dal suo supporto originale e posto nella chiesa come pala d'altare. In origine tale opera pittorica era probabilmente collocata presso una chiesetta di epoca longobarda dedicata a San Nazaro che sorgeva dove fu poi edificato il santuario. Le pareti dell'edificio furono affrescate nel 1551 inserendo figure di santi.
Successivi interventi vennero compiuti solo due secoli dopo quando, nel 1751, Giovanni Battista Corte fece costruire per devozione la sacrestia, come riscontrabile dall'iscrizione posta sopra il suo ingresso: dom sacrarium devotione io bapte a cvrte errectvm anno mdccli (A Dio Ottimo Massimo, sacrestia eretta da Giovanni Battista Corte per devozione nell'anno 1751).
Nel 1933, per volere del prevosto Attilio Barera, la volta fu affrescata dal pittore Carlo Pargoletti di Borsano. La prima importante opera di restauro dell'esterno della chiesa fu avviata nel 1937 da don Paolo Crespi, che fece anche aggiungere il pronao in facciata. A lavori conclusi, il 24 aprile 1938, monsignor Antonio Stoppani incoronò le figure della Madonna e del Bambino, affrescati sopra l'altare, con due diademi d'oro e gemme. Il campanile fu eretto nel 1946 e riporta la dedica: i soldati della guerra 1940-1945 clero e popolo a maria ss.
Alla fine del 1983 furono compiuti nuovi restauri da Bernardo Carli, soprattutto sull'apparato pittorico.

## Descrizione
Oggi il santuario, situato davanti all'ingresso del cimitero comunale, ha pianta con un'aula rettangolare e un'abside semicircolare. All'aula è addossata la sacrestia settecentesca, alla quale si addossa a sua volta la corre campanaria in muratura a base quadrata. La facciata intonacata è preceduta dal pronao aggiunto nel 1937, il quale presenta quattro colonne che sorreggono una copertura lignea chiusa da coppi. L'ingresso della chiesa, che si apre verso ovest secondo le tradizioni medievali, è affiancato da due finestrelle rettangolari e sormontato da un rosone circolare posto al di sopra del pronao e di una fascia orizzontale in laterizio a vista. I due lati esterni della chiesa sono in muratura non intonacata, dove è possibile distinguere chiaramente le quattro campate che costituiscono il corpo dell'edificio.
Le decorazioni pittoriche all'interno della chiesa sono costituite dalla pala d'altare raffigurante la Madonna del Latte, nuovi affreschi furono realizzati nel 1551 sulle pareti laterali e raffigurano il Cavaliere inginocchiato davanti alla Madonna col Bambino, San Michele Arcangelo, le teste coronate di Davide e Salomone, l'Annunciazione, Santa Caterina d'Alessandria e Santa Lucia, San Francesco, San Rocco, San Sebastiano, Santa Liberata, un'altra Caterina d'Alessandria e San Donato, quest'ultimo aggiunto nel 1674.

### Gli affreschi

#### Madonna del Latte
L'affresco della Madonna del Latte, risalente al XV secolo e originariamente collocato presso la chiesa longobarda dedicata a San Nazaro, è oggi la pala dell'altare del santuario. Si tratta di un affresco strappato di 130×70 cm e raffigura la Madonna seduta su un trono in legno e vestita con tunica rossa e mantello blu/azzurro mentre allatta il Bambino, il quale indossa una tunica verde decorata con fiordalisi e tiene la mano destra alzata nell'atto della benedizione; nella mano sinistra tiene invece un cardellino.

#### Cavaliere inginocchiato davanti alla Madonna col Bambino
Nel santuario, l'unico affresco in cui è raffigurata la figura di un santo è quello che raffigura il Cavaliere inginocchiato davanti alla Madonna col Bambino. Di dimensioni 430×223 cm, rappresenta la Madonna con il Bambino che compaiono tra le nubi, mentre un cavaliere prega in ginocchio al loro cospetto. La figura del cavaliere corrisponde probabilmente al dairaghese Bernardino Casati, il quale finanziò la costruzione della chiesa.
Secondo la tradizione orale, la scena ricorda il prodigio compiuto nei confronti di un altro cavaliere che fu disarcionato dopo essere passato davanti a una cappella della Madonna senza accennare un saluto. Questo, pentitosi, promise di costruire un santuario dedicato a Maria.
Il cavaliere inginocchiato è raffigurato impettito e in tenuta da capitano d'arme spagnolo, con spada e mantello. Sullo sfondo è raffigurato un paesaggio campestre dove, in lontananza, si vede un borgo identificabile con la vicina Legnano. Sulla cornice inferiore del dipinto, in epoca successiva alla sua realizzazione, fu aggiunto un cartiglio con il nome frnø de cruce, ovvero Francesco della Croce, importante membro di una delle famiglie più ricche di Dairago, il cui patrimonio passò alla famiglia Casati alla fine del XV secolo in seguito ad alleanze matrimoniali.